# Ryszard Frankowski
Ryszard Frankowski (ur. 30 stycznia 1941 w Płocku) – polski artysta fotograf. Członek Rady Fundatorów i współtwórca Fundacji Fotografia dla Przyszłości. Członek rzeczywisty Płockiego Towarzystwa Fotograficznego im. Aleksandra Macieszy. Członek Komisji Rewizyjnej PTF.

## Życiorys
Ryszard Frankowski jest związany z mazowieckim środowiskiem fotograficznym – mieszka i tworzy w Płocku. Miejsce szczególne w jego twórczości zajmuje fotografia przetworzona w dawnej szlachetnej technice serigrafii – jako wykładowca uczestniczy w warsztatach poświęconych technice serigrafii. Jest wieloletnim współorganizatorem i komisarzem cyklicznego konkursu Biennale Plakatu Fotograficznego, organizowanego przez Płockie Towarzystwo Fotograficzne im. Aleksandra Macieszy – obecnie pod patronatem Fotoklubu Rzeczypospolitej Polskiej. Uczestniczył w pracach jury w Biennale Plakatu Fotograficznego. W 1990 roku był jednym ze współzałożycieli Fundacji Fotografia dla Przyszłości.
W 1995 roku Ryszard Frankowski został przyjęty w poczet członków rzeczywistych Fotoklubu Rzeczypospolitej Polskiej Stowarzyszenia Twórców. Decyzją Komisji Kwalifikacji Zawodowych Fotoklubu RP, otrzymał dyplom potwierdzający kwalifikacje do wykonywania zawodu artysty fotografa, fotografika (legitymacja nr 025). W 2009 roku pełnił funkcję członka Sądu Koleżeńskiego Fotoklubu RP – do 2019 był wiceprezesem Zarządu Fotoklubu RP. W działalności Fotoklubu RP uczestniczył do 2021. 
W 2018 roku został uhonorowany Medalem „Za Zasługi dla Fotografii Polskiej” – odznaczeniem przyznawanym przez Kapitułę Fotoklubu Rzeczypospolitej Polskiej Stowarzyszenia Twórców – w 100. rocznicę odzyskania przez Polskę niepodległości.

## Odznaczenia
- Medal „Za Zasługi dla Fotografii Polskiej” (2018)[15]